# ألكسندر إيروكين (لاعب كرة قدم)
ألكسندر إيروكين هو لاعب كرة قدم روسي في مركز الهجوم، ولد في 25 فبراير 1994. لعب مع FC Kaluga ‏.